# فرانکلین مک‌کین
فرانکلین مک‌کین (انگلیسی: Franklin McCain; ۳ ژانویهٔ ۱۹۴۱ – ۹ ژانویهٔ ۲۰۱۴) یک فعال مدنی اهل ایالات متحده آمریکا بود.
وی یکی از اعضای اصلی تحصن گرینزبورو بود.